# 自然生物多樣性中心
自然生物多樣性中心（荷蘭語：Naturalis Biodiversity Center）座落于荷兰南荷兰省莱顿。“Naturalis”是拉丁文，意为“自然的，天然的”。该馆是在“国立自然史博物馆”（缩写为RMNH）与“国立地质学与矿物学博物馆”（缩写为RGM）1984年合并的基础上成立的。1986年，人们决定使该馆成为对公众开放的博物馆，一个新建筑建立起来。该新建筑耗资约6千万欧元，在荷兰博物馆建筑中仅次于位于阿姆斯特丹的荷兰国立博物馆的建筑投资。

## 馆史

### 原国立自然史博物馆
原国立自然史博物馆是一座位于荷兰南荷兰省莱顿的博物馆，由Royal Decree批准建于1820年。该馆建立于合并若干当时已有的收藏的基础之上。这是在Jacob Coenraad Temminck的发起下发生的，后者主要将该博物馆视为一研究机构。该馆也和莱顿大学关系密切。在此后的150年间，全部馆藏在原有的相当可观的规模上不断增长，这主要是通过定期的海外探险及从遗产中取得私人收藏而获得的。
直到1976年该馆才成为公共博物馆，尽管1820年至1913年间该馆通常会在星期日对公众开放。1913年，该馆移至新馆址，后者只有极小的房间可供展览使用，并且1950年该房间也关闭了。从那以后，只有很少的参观者得以参加导览、报告以及稀少的临时展览。

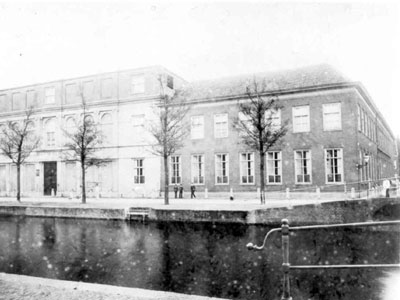
约1880年的国立自然史博物馆，现该馆址为国立古物博物馆使用

1976年，一篇文章——"Towards a New Museum"——被写就。这导致该博物馆更多地担负起中心策划者的角色，借出展品给其他博物馆。国立自然史博物馆（Rijksmuseum van Natuurlijke）和国立地质学与矿物学博物馆（Rijksmuseum van Geologie en Mineralogie）于1984年合并。
该馆自1948年起曾出版过生物学期刊：Zoologische Verhandelingen

### 从两馆合并至Naturalis
自上述两馆于1984年合并成立一家新博物馆后，永久性公共展览仍然显得遥遥无期，这要等到1986年荷兰政府推动在自然史领域进行所谓“National Presentation”时才能实现。一幢新建筑被规划并于1990年建成，并在1998年作为“Naturalis”而投入使用。1998年也是该馆首次采用“Naturalis”作为馆名。
Naturalis包括在Nederlands Soortenregister之中，后者是在线的荷兰生物多样性观察。

## 建筑
现该馆建筑分为旧馆和新馆两个部分。

### 旧馆
自1984年起，本馆将17世纪的原鼠疫收容所作为馆址之一。该收容所自1954年起便是军队博物馆的馆址，一直到后者1984年迁往代尔夫特为止。
这座原鼠疫收容所如今是博物馆的入口及售票处、衣帽间、博物馆商店、咖啡厅的所在。该建筑通过高架步道连接至馆藏及图书馆所在的新馆。

### 新馆

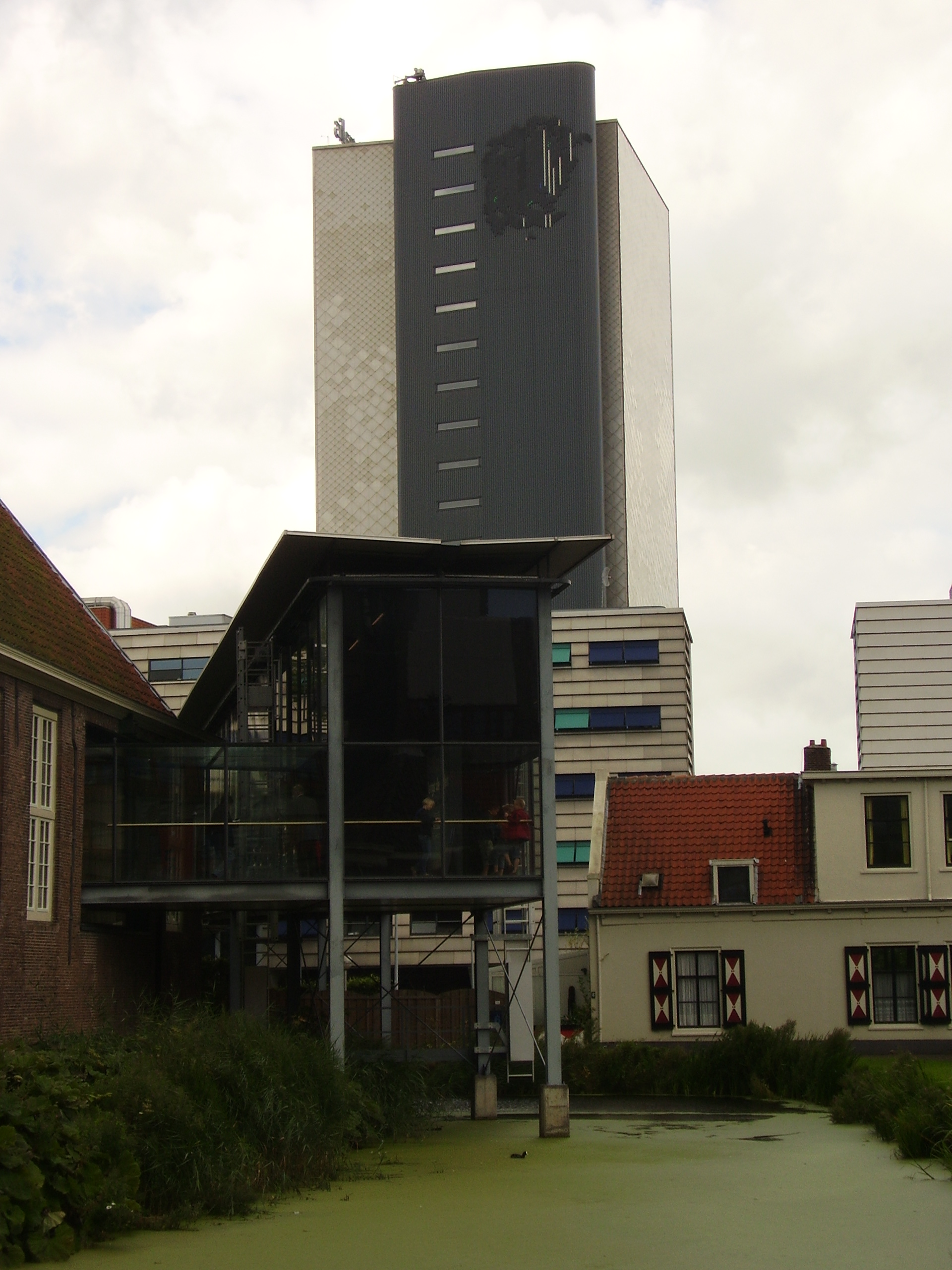
Naturalis的塔楼，几乎所有馆藏均在其中

该建筑竣工于1990年，外形为塔楼。其内部现为博物馆各主要展厅及图书馆。

## 馆藏
如今该馆以其无数藏品闻名。它大约拥有1千万件动物学及地质学标本。
- 5,250,000 件昆虫标本
- 2,290,000 件其他无脊椎动物标本
- 1,000,000 件脊椎动物标本
- 1,160,000 件化石
- 440,000 件岩石及矿物标本
- 2,000 件宝石标本
- 10,000 件物品，属教育性收藏

这些收藏存放于60米高的塔楼内，后者是莱顿的地标之一，开放于1998年4月。

## 展览
除了大量临时展览外，该馆常年举办如下永久性展览：
- Nature Theater (Animals, plants, fungi, one-celled organisms, bacteria, stones, and minerals: an impression of nature in all its various forms.)
- Primeval Parade (A parade of fossils shows the history of the earth and the development of life.)
- Earth (Games and signs inform the visitor about the Earth's complexities.)
- Life (It displays how plants and animals live and survive on earth. )
- Earth Inside (For children and their parents to discover in a playful way how nature works.)
- Biotechnology (Games and movies show the visitor how essential DNA is to all life processes.)
- Treasure Chamber (Special security and storage conditions protect the precious gemstones, including a collection that once belonged to the Dutch King William I, and the mounted skins of animals that became extinct over the past few hundred years.)

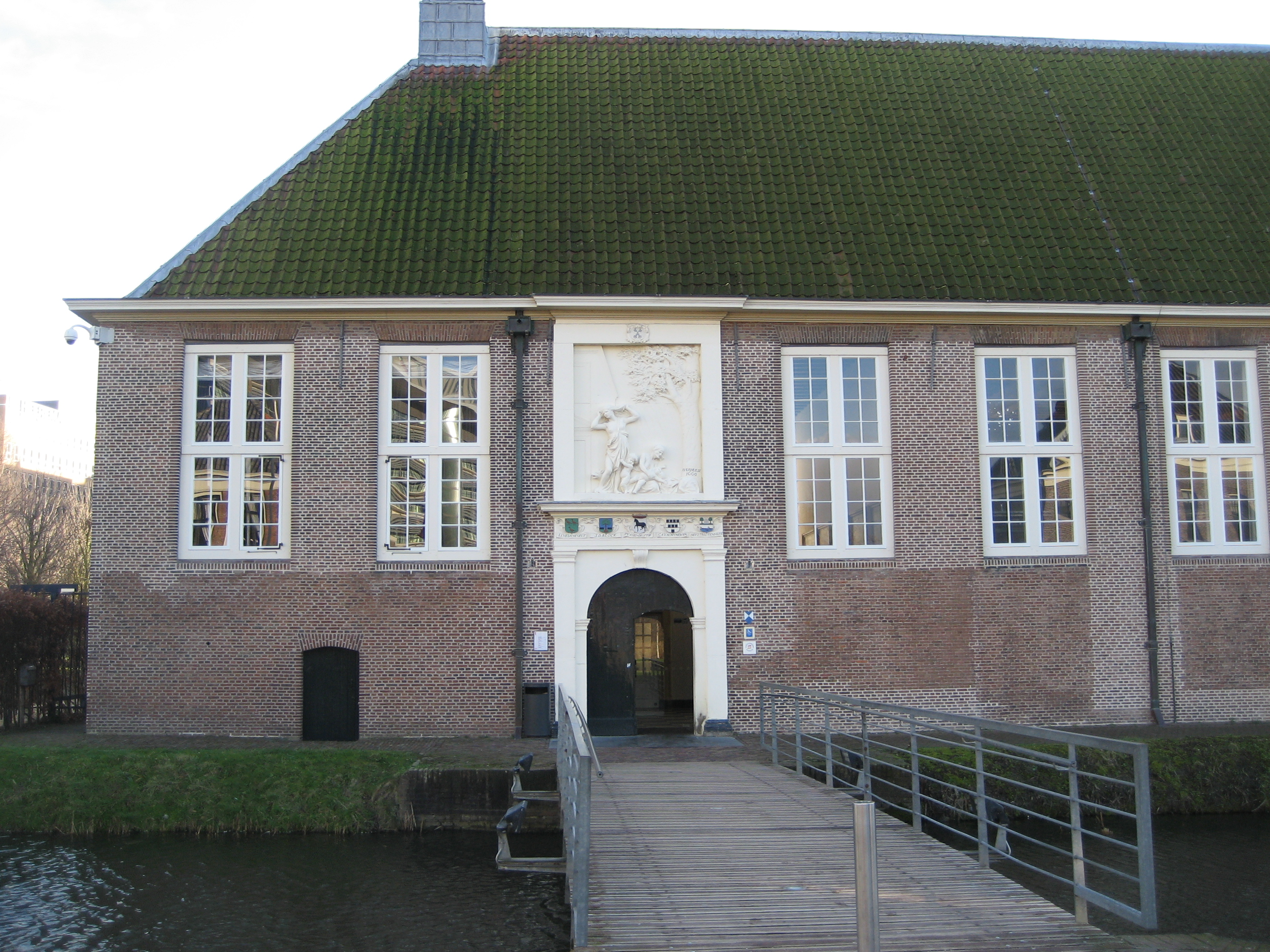
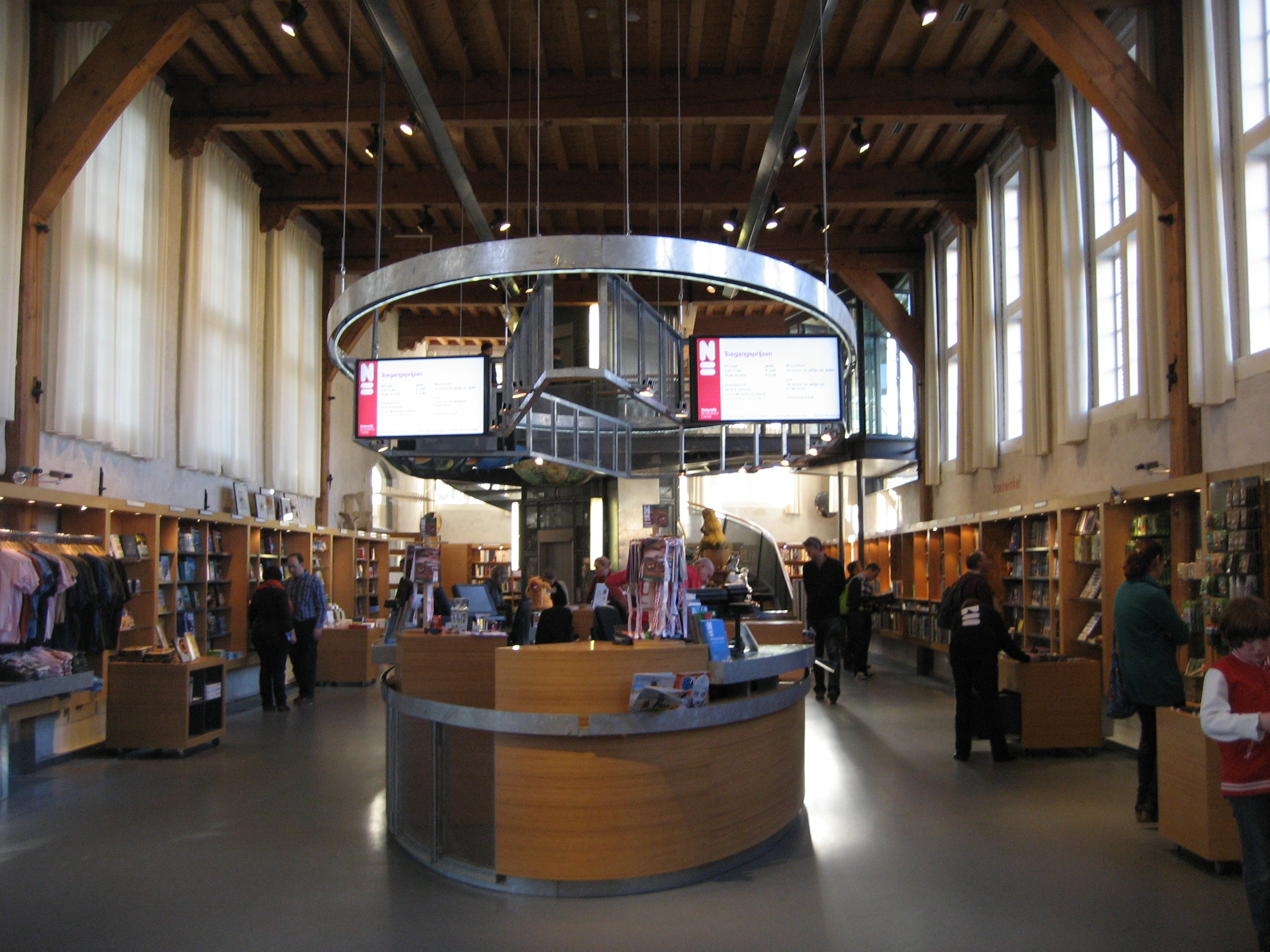
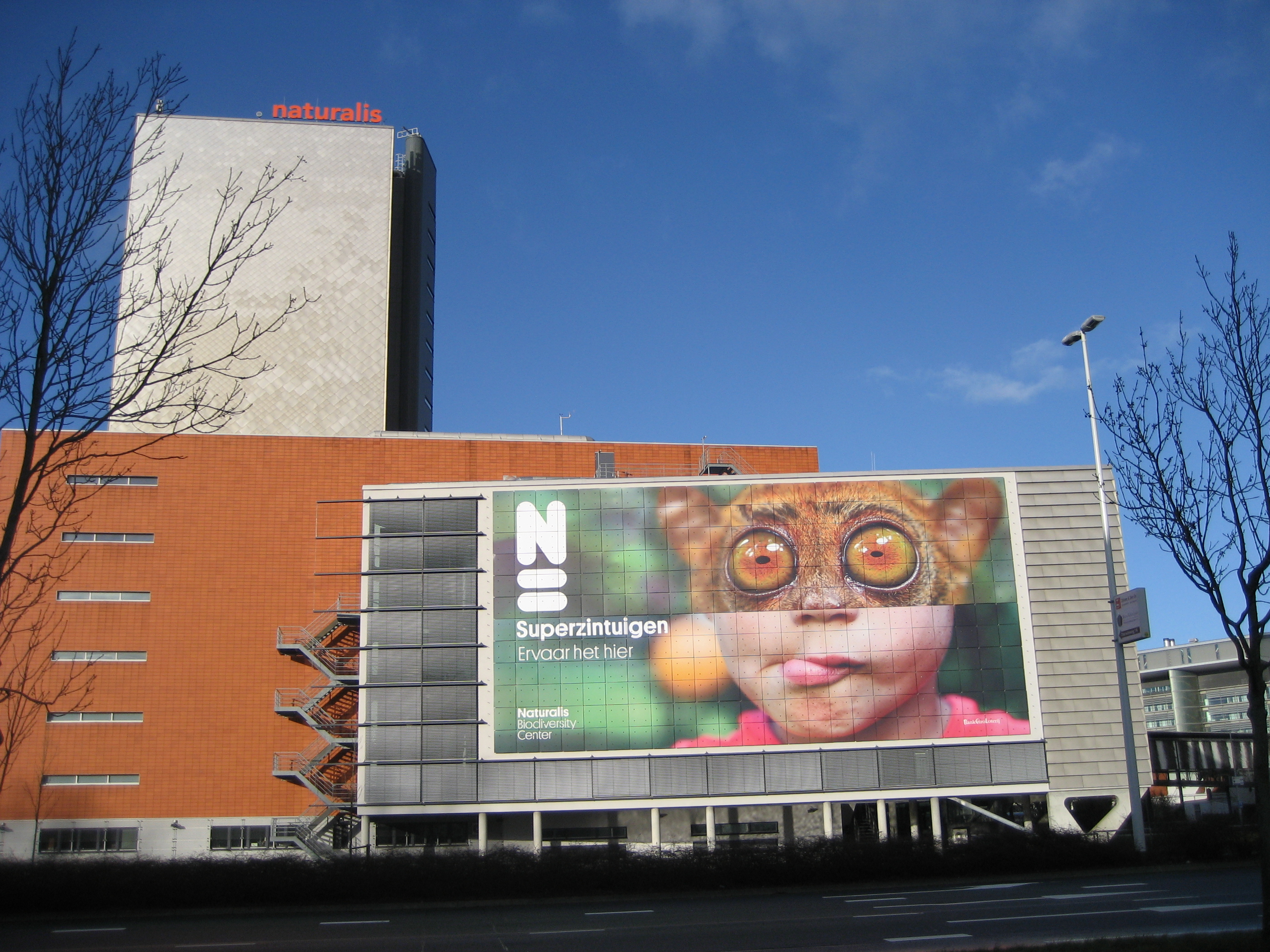
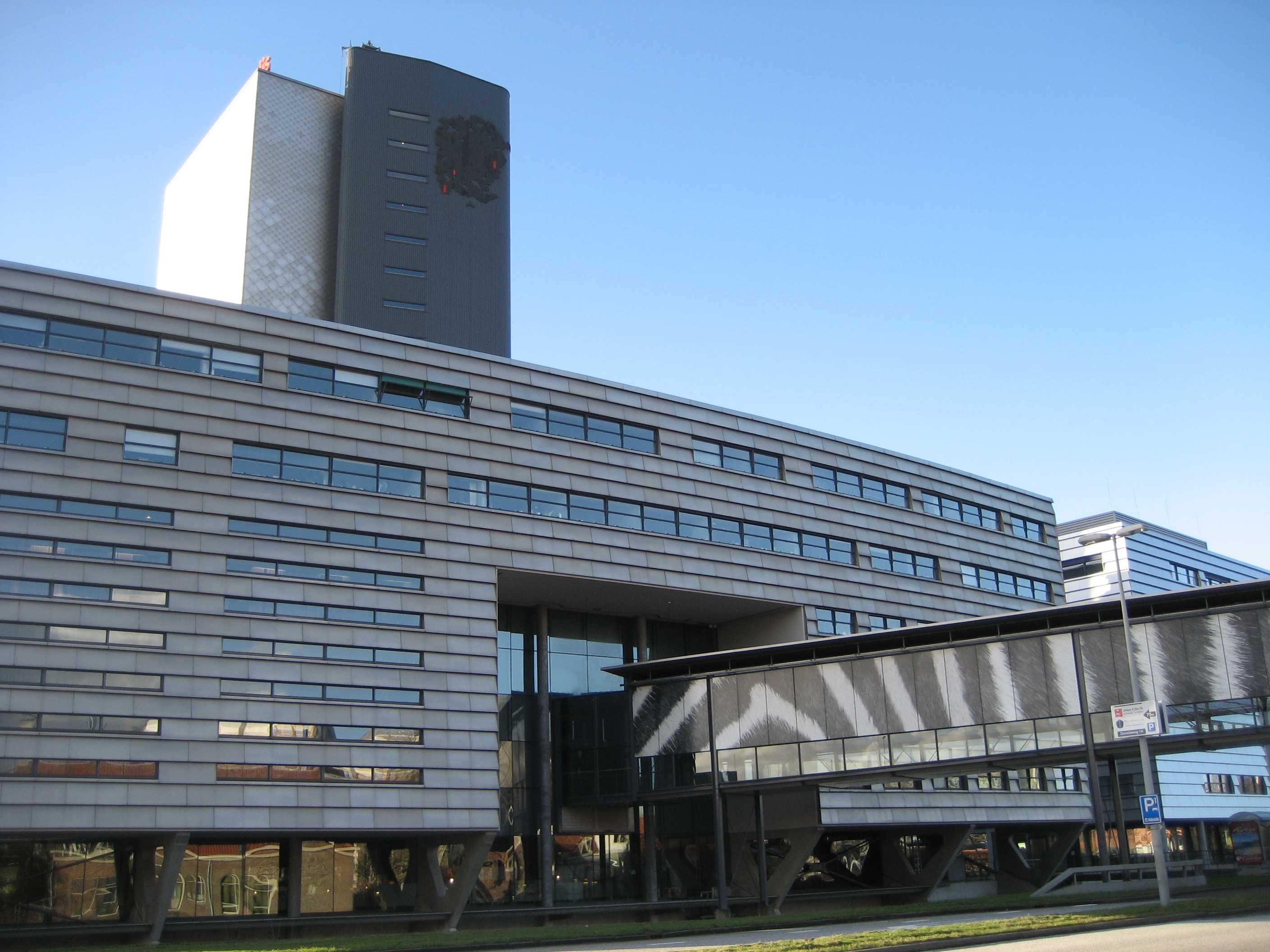